# 海狸鼠

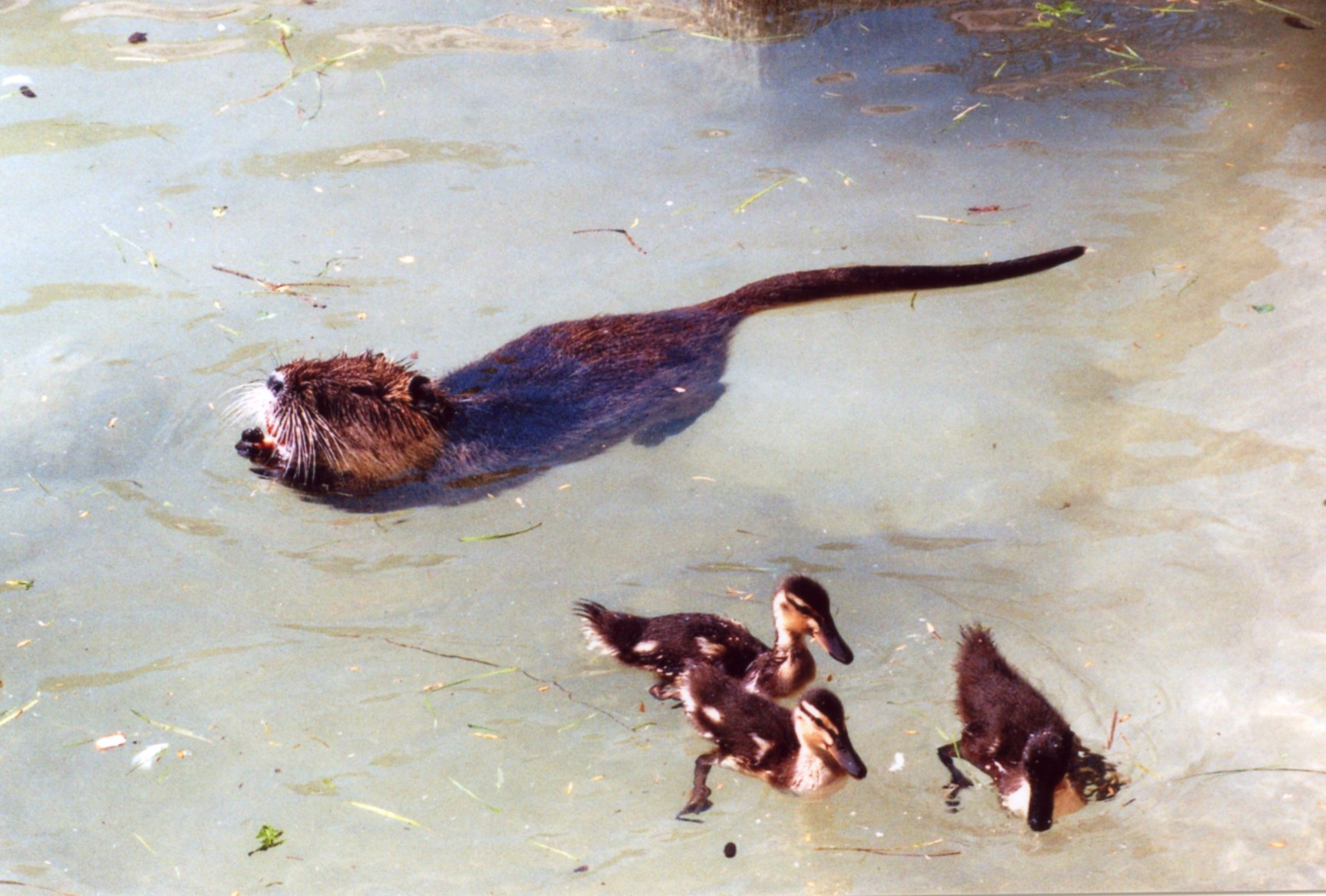
適應了日本環境的海狸鼠與鴨群共泳
（攝於兵庫縣伊丹市昆陽池公園）

海狸鼠，又稱美洲巨水鼠、河狸鼠、狸獺、沼狸，是一種大型的草食性半水生齧齒目哺乳類動物，原來被劃為硬毛鼠科，後來獨立出來成為海狸鼠科。海狸鼠的毛皮是一種名貴的衣料，常用作大衣、帽子、圍巾等的材料。
在西班牙語的本意其實是水獺的意思。

## 特征
体型大而粗壮，长约50厘米，圆形尾巴比身体略短；头大耳短小；趾间有蹼；身体为褐色，足为黑色。

## 分布
海狸鼠原生於南美洲溫帶，為更容易取得海狸鼠的毛皮，毛皮商人把海狸鼠運到北美洲、歐洲及包含日本在內的亞洲地區繁殖。在前蘇聯的中亞國家哈薩克斯坦及吉爾吉斯，由於當地農民十分貧窮，所以剝掉毛皮的海狸鼠肉就成為了這些農民及低下階層的肉食來源。
由於毛皮商對海狸鼠的圈養監管不完善，讓海狸鼠有機會逃到野外，並適應了野生環境。基於其破壞性，所以在多個國家已被列為入侵物種。因為海狸鼠的體型比一般家鼠大兩倍，會把田野的農作物都吃光，又或會造成生態災難。海狸鼠的外型與北美洲原生的麝鼠相似，但其行為較具攻擊性。為減少海狸鼠對麝鼠的棲息地的干擾，美國南部有部分州分會在槍殺海狸鼠後把海狸鼠的屍體餵飼野生的美國短吻鱷，好讓鱷魚習慣了吃海狸鼠的肉並進而攻擊這些外來的入侵者。這種做法，為當地一些動物權益關注者所非議。

## 引入和危害
20世紀初引入北美洲和歐洲。從1953年開始，中國大陸從前蘇聯引進供觀賞和特種養殖。80年代後期，大陸出現飼養河狸鼠熱潮。由於人們盲目引進飼養，而管理落後，導致病鼠殘鼠增多，死亡率高。在南方飼養後，毛質變差，養大後的河狸鼠無人收購加工。飼養戶經濟損失慘重，熱情下降，將剩鼠或殺或宰，亦有少數農戶散放池塘野養；並有少數逃逸個體。野生的個體危害方式主要是采食和掘洞行爲。河狸鼠啃食稻苗、馬鈴薯，導致大量減產，還啃食果樹1米高以下的主幹，造成果樹成片枯死。這種行爲顯然對當地的自然植被構成威脅。掘洞行爲常造成堤岸、碼頭設施和沿河公路和鐵路遭到破壞。河狸鼠也會將多種傳染性疾病傳染給人類、家畜。
台灣由行政院農委會引「動物保護法」第八條規定，公告禁養、輸出、輸入。國際自然保護聯盟物種存續委員會的入侵物種專家小組（ISSG）列為世界百大外來入侵種。

## 外部連結
- Mammals of Texas - Nutria （页面存档备份，存于）
- History, distribution and spread of coypu introductions worldwide; efforts to eradicate （页面存档备份，存于） with links to other nutria sites
- Louisiana Department of Wildlife and Fisheries' coypu website （页面存档备份，存于）
- National Trappers - Nutria （页面存档备份，存于）
- Nutria Recipes （页面存档备份，存于） developed for a nutria control program
- The Effect of Nutria on Marsh Loss in the Lower Eastern Shore of Maryland （页面存档备份，存于） undated USGS report
- Report on coypus in the Pacific Northwest of North America.